# Wydział Chemii Uniwersytetu Wrocławskiego
Wydział Chemii Uniwersytetu Wrocławskiego – jeden z 12 wydziałów Uniwersytetu Wrocławskiego, utworzony w 1995 roku z dawnego Instytutu Chemii Wydziału Matematyki Fizyki i Chemii.

## Kierunki i stopnie kształcenia
Studia licencjackie - I st.
- Kierunek: Chemia
- Kierunek: Zielona chemia
- Kierunek: Chemia i toksykologia sądowa
- Kierunek: Chemia medyczna
- Kierunek: Chemistry (studia w języku angielskim)

Studia magisterskie - II st.
- Kierunek: Chemia, w tym specjalności:
  - Analityka instrumentalna
  - Chemia fizyczna
  - Chemia materiałów dla nowoczesnych technologii
  - Chemia nieorganiczna i kataliza
  - Chemia organiczna
- Kierunek: Chemia i toksykologia sądowa
- Kierunek: Chemia medyczna

Prowadzone są też studia w języku angielskim z dwiema specjalnościami:
- Organic chemistry
- Advanced inorganic chemistry and catalysis

Studia doktoranckie
Studia w Kolegium Doktorskim Chemii trwają cztery lata i są prowadzone w trybie stacjonarnym.
Studia podyplomowe
Na Wydziale Chemii UWr prowadzone są także dwa kierunki w ramach studiów podyplomowych: Analityka i diagnostyka chemiczna oraz Menadżer Bezpieczeństwa Chemicznego, Ekologicznego i Higieny Pracy. 

## Struktura organizacyjna
| Zakład                                 | Kierownik                                |
| -------------------------------------- | ---------------------------------------- |
| Zakład Analizy Instrumentalnej         | dr hab. Marcin Sobczyk                   |
| Zakład Chemii Analitycznej             | dr hab. Joanna Cybińska                  |
| Zakład Chemii Biologicznej i Medycznej | prof. dr hab. Elżbieta Gumienna-Kontecka |
| Zakład Chemii Fizycznej                | prof. dr hab. Kazimierz Orzechowski      |
| Zakład Chemii Nieorganicznej           | dr hab. Izabela Czeluśniak               |
| Zakład Chemii Organicznej              | prof. dr hab. Marcin Stępień             |
| Zakład Chemii Teoretycznej             | dr hab. Sławomir Berski                  |
| Zakład Zastosowań Informatyki w Chemii | prof. dr hab. Mirosław Czarnecki         |
| Zakład Krystalografii                  | dr hab. Katarzyna Ślepokura              |
| Zakład Podstaw Chemii                  | prof. dr hab. Eugeniusz Zych             |
| Zakład Technologii Chemicznej          | prof. dr hab. Jolanta Ejfler             |
| Zakład Dydaktyki Chemii                | dr hab. Maria Korabik                    |

## Władze Wydziału
W kadencji 2024–2028:
| Stanowisko                                                                  | Imię i nazwisko                   |
| --------------------------------------------------------------------------- | --------------------------------- |
| Dziekan                                                                     | dr hab. Marcin Sobczyk            |
| Prodziekan ds. projektów i współpracy międzynarodowej                       | dr hab. Katarzyna Cieślik-Boczula |
| Prodziekan ds. nauczania                                                    | dr hab. Maria Korabik             |
| Prodziekan ds. studenckich i współpracy z otoczeniem społeczno-gospodarczym | dr hab. Mariola Kuczer            |
| Prodziekan ds. infrastruktury i rozwoju                                     | dr hab. Remigiusz Bąchor          |

## Dyrektorzy i dziekani

### Dyrektorzy Instytutu Chemii
1. prof. dr hab. Bogusława Jeżowska-Trzebiatowska (1969–1979)
2. prof. dr hab. Henryk Ratajczak (1979–1982)
3. prof. dr hab. Józef Ziółkowski (1982–1987)
4. prof. dr hab. Henryk Ratajczak (1987–1991)
5. prof. dr hab. Florian Pruchnik (1991–1993)
6. prof. dr hab. Józef Ziółkowski (1993–1995)

### Dziekani Wydziału Chemii
1. prof. dr hab. Józef Ziółkowski (1995–1999)
2. prof. dr hab. Jerzy Hawranek (1999–2005)
3. prof. dr hab. Leszek Zbigniew Ciunik (2005–2012)
4. prof. dr hab. Anna Trzeciak (2012–2020)
5. dr hab. Sławomir Berski(inne języki) (2020-2024)
6. dr hab. Marcin Sobczyk (2024-2028).

## Studenci
Studenci Wydziału Chemii UWr posiadają swój własny serwer studencki oferujący między innymi konta pocztowe, konta www oraz aktualności z wydziału. Na wydziale działa Koło Naukowe Chemików "Jeż".